# Macroteleia rutila
Macroteleia rutila är en stekelart som beskrevs av Muesebeck 1977. Macroteleia rutila ingår i släktet Macroteleia och familjen Scelionidae. Inga underarter finns listade i Catalogue of Life.